# Aguamilpa-Talsperre
Die Aguamilpa-Talsperre (spanisch: „embalse de Aguamilpa“ bzw. „presa Aguamilpa“) befindet sich in Mexiko am Río Grande de Santiago im Bundesstaat Nayarit rund 50 km nördlich von Tepic. Weitere benachbarte Orte sind Nayar, La Yesca und Santa María del Oro.
Der 1993 gebaute Staudamm ist 187 m hoch und einer der größten in Lateinamerika. Der Stausee fasst beinahe 7 Milliarden Kubikmeter. Er staut den Santiago auf 50 km Länge und den Huaynamota auf 20 km. Das zugehörige Wasserkraftwerk erzeugt 960 Megawatt. Es ist eines der größten des Landes und soll in einer 2. Phase auf 1600 MW ausgebaut werden.